# Eismannsdorf (Allersberg)
Eismannsdorf ist ein Gemeindeteil des Marktes Allersberg im Landkreis Roth (Mittelfranken, Bayern). Eismannsdorf liegt in der Gemarkung Lampersdorf.

## Lage
Der Weiler liegt etwa 3,8 km südlich von Allersberg. Im Süden speisen zwei Quellen einen namenlosen Bach, der nach ca. 0,5 km in den Horngraben mündet. Eine Gemeindeverbindungsstraße führt nach Minettenheim (1,1 km nördlich) bzw. zur Kreisstraße RH 8 (0,7 km nördlich). 0,7 km westlich verlaufen die Bundesautobahn 9 und die Schnellfahrstrecke Nürnberg–Ingolstadt. Bei Eismannsdorf befindet sich der historische Kreuzstein bei Eismannsdorf.

## Geschichte
Eismannsdorf wurde im 12. Jahrhundert erstmals urkundlich erwähnt. Im 16. Jahrhundert bestand der Ort aus 8 Anwesen. Gegen Ende des 18. Jahrhunderts gab es in Eismannsdorf 9 Anwesen. Das Hochgericht übte das pfalz-neuburgische Pflegamt Hilpoltstein aus. Grundherren waren das St. Klaraamt Nürnberg (1 Anwesen), das Kastenamt Hilpoltstein (3 Anwesen), das Rentamt Hilpoltstein (2 Anwesen), das eichstättische Kastenamt Jettenhofen (1 Anwesen) und das Kloster Seligenporten (1 Anwesen). Ein Anwesen war freieigen.
Im Rahmen des Gemeindeedikts (frühes 19. Jahrhundert) wurde Eismannsdorf dem Steuerdistrikt Ebenried und der Ruralgemeinde Lampersdorf zugewiesen. Am 1. Januar 1972 erfolgte im Zuge der Gebietsreform in Bayern die Eingemeindung nach Allersberg.

### Baudenkmäler
- Haus Nr. 10: Katholische Ortskapelle[8]

### Einwohnerentwicklung
| Jahr      | 001818 | 001836 | 001861 | 001871 | 001885 | 001900 | 001925 | 001950 | 001961 | 001970 | 001987 | 002017 |
| Einwohner | 45     | 61     | 51     | 62     | 58     | 52     | 61     | 69     | 50     | 52     | 43     | 51     |
| Häuser    | 9      | 9      |        |        | 10     | 9      | 10     | 10     | 9      |        | 9      |        |
| Quelle    | [ 10 ] | [ 11 ] | [ 12 ] | [ 13 ] | [ 14 ] | [ 15 ] | [ 16 ] | [ 17 ] | [ 18 ] | [ 19 ] | [ 20 ] |        |

## Religion
Eismannsdorf ist römisch-katholisch geprägt und war ursprünglich nach Mariä Himmelfahrt (Allersberg) gepfarrt. Seit dem 7. Juli 1928 ist die Expositur St. Georg (Göggelsbuch) zuständig, die ursprünglich zur Pfarrei St. Johannes der Täufer (Hilpoltstein) gehörte und jetzt zur Pfarrei Allersberg. Die Einwohner evangelisch-lutherischer Konfession sind nach Ebenried gepfarrt.